# Tibor Sekelj
Tibor Sekeji (Spišská Sobota, 14 febbraio 1912 – Subotica, 20 settembre 1988) è stato uno scrittore, esploratore ed esperantista jugoslavo.
Ha intrapreso spedizioni verso l'America del Sud, l'Asia e l'Africa. Oltre all'ungherese e al croato parlava perfettamente tedesco, spagnolo, inglese, francese ed esperanto. Riguardo l'esperanto, è stato membro della Akademio de Esperanto (l'organismo che sovrintende alla regolazione della lingua, come l'Accademia della Crusca nel caso della lingua italiana) nonché membro onorario dell'Associazione Universale Esperanto, massima rappresentante del movimento esperantista. Tibor ha scritto diversi libri (testi o romanzi) in esperanto.

## Biografia
Il padre di Tibor Sekeji era un veterinario, e la famiglia fu spesso costretta a trasferirsi. Qualche mese dopo la nascita di Tibor nel 1912, la famiglia si stabilì a Cenei, in Romania mentre nel 1922 a Kikinda (Кикинда) in Serbia; è stato qui che Tibor ha terminato la scuola elementare per poi trasferirsi con la famiglia a Nikšić (Никшић), in Montenegro, dove ha frequentato il liceo.
Ha poi lavorato spesso come giornalista a Zagabria e nel 1939 ha viaggiato in Argentina per effettuare dei reportage sugli emigranti jugoslavi e vi è restato quindici anni, fino al 1954, come giornalista ed esploratore. Nel 1944, ha effettuato la scalata del monte Aconcagua, la cima più alta del continente americano. Questa esperienza ispirò il suo primo libro Tempesta sull'Aconcagua.
Nel 1954 tornò in Jugoslavia, che non gli impedirà di tornare a viaggiare; nel 1962 cominciò il suo primo viaggio attraverso l'Africa. Nel 1972 si trasferì a Subotica, dove fu il direttore del museo locale.
Sua moglie fu Erzsébet Sekelj.

## Opere
I libri di Tibor Sekelj, romanzi o racconti di viaggi, contengono interessanti osservazioni etnografiche; ha inoltre scritto libri e saggi sulla lingua internazionale.
La maggior parte dei suoi libri sono stati originariamente scritti in esperanto, ma spesso tradotti in molte lingue. Probabilmente, Tibor Sekelj è l'autore in lingua esperanto più tradotto.

### Descrizioni di viaggio
- Tempesta sull'Aconcagua, romanzo sulla sua spedizione sul massiccio argentino dell'Aconcagua, originariamente scritto in spagnolo, Buenos Aires: Ediciones Peuser, 1944, 274 pagine.
  - Oluja na Aconcagui i godinu dana kasnije, traduzione serbocroata di Ivo Večeřina, Zagabria 1955, 183 pagine.
  - Burka na Aconcagui, traduzione cecoslovacca di Eduard V. Tvarožek, Martin: Osveta, 1958, 149 pagine.
  - Tempesto super Akonkagvo, traduzione espéranto di Enio Hugo Garrote, Belgrade: Serbio Esperanto-Ligo, 1959, 227 pagine.
- Por tierras de Indios, sulle esperienze dell'autore tra gli indigeni in Brasile, originalmente scritto in spagnolo, 1946.
  - Durch Brasiliens Urwälder zu wilden Indianerstämmen, traduzione tedesca di Rodolfo Simon, Zurich: Orell Füssli, 1950, 210 pagine.
  - Pralesmi Brazílie, traduzione ceca di Matilda V. Husárová, Martin: Osveta, 1956, 161 pagine.
  - V dezeli Indijancev po brazilskih rekah gozdovih, traduzione slovena di Peter Kovacic, Maribor: Zalozba obzorja Maribor, 1966, 252 pagine.
  - Tra lando de indianoj, traduzione esperanto di Ernesto Sonnenfeld, Malmö: Eldona Societo Esperanto, 1970, 186 pagine.
- Escursione tra gli indios di Araguaia (Brasil), sugli indios Karajá e Javaé in Brasile, in spagnolo, 1948.
- Nepalo malfermas la pordon, originalmente scritto in esperanto, La Laguna: Régulo, 1959, 212 pagine.
  - Nepla otvara vrata, traduzione serba di Antonije Sekelj, Belgrado 1959, 212 pagine.
  - Window on Nepal, traduzione inglese di Marjorie Boulton, Londra: Robert Hale, 1959, 190 pagine.
  - Nepal odpira vrata, traduzione slovena di Boris Grabnar, Lubiana: Mladinska knjiga, 1960, 212 pagine.
- Ĝambo rafiki. La karavano de amikeco tra Afriko, originalmente scritta in esperanto, Pisa: Edistudio, 1991, 173 pagine, ISBN 88-7036-041-5.
  - Djambo rafiki. Pot karavane prijateljstva po Afriki, traduzione slovena di Tita Skerlj-Sojar, Lubiana: Mladinska knjiga, 1965, 184 pagine.
- Ridu per Esperanto, Zagabria 1973, 55 pagine.
- Premiitaj kaj aliaj noveloj, sette novelle, originalmente scritte in esperanto, Zagabria: Internacia Kultura Servo, 1974, 52 pagine.
- Kumeŭaŭa, la filo de la ĝangalo, libro per bambini sulla vita degli Indio in Brasile, originalmente scritto in esperanto.
  - 1ª edizione Anversa 1979.
  - 2ª edizione Rotterdam: UEA, 1994, 94 pagine.
  - Kumeuaua djungels son, traduzione svedese di Leif Nordenstorm, Boden 1987, 68 pagine.
  - Kumevava, az őserdő fia, traduzione ungherese di István Ertl, Budapest, 1988.
  - Kumevava, syn ĝunhliv, traduzione ucraina di Nadija Hordijenko Andrianova, Kijivo, Veselka, 1989.
  - http://www.childrenslibrary.org/icdl/SaveBook?bookid=sekkume_00380035&lang=English[collegamento interrotto], traduzione serba, 2003.
- Mondo de travivaĵoj, autobiografia e avventure attraverso i cinque continenti. Pisa: Edistudio, 1-a eldono 1981, 2-a eldono 1990, 284 pagine, ISBN 88-7036-012-1.
- Neĝhomo, storia sulla vita durante un'ascensione Vienna: Pro Esperanto 1988, 20 pagine
- Kolektanto de ĉielarkoj, novelle e poemi, originalmente scritti in esperanto, Pisa: Edistudio, 1992, 117 pagine, ISBN 88-7036-052-0.
- Temuĝino, la filo de la stepo, romanzo per giovani, tradotto dal serbo da Tereza Kapista, Belgrade 1993, 68 pagine, ISBN 86-901073-4-7.

### Libri sull'esperanto
- L'importanza della lingua internazionale nell'educazione per un mondo migliore (La importancia del idioma internacional en la educacion para un mundo mejor) Mexico: Meksika Esperanto-Federacio, 1953, 13 pagine.
- Il linguaggio internazionale dell'Esperanto, linguaggio comune per l'Africa, linguaggio comune per il mondo (The international language Esperanto, common language for Africa, common language for the world) traduzione da esperanto a inglese a cura di John Christopher Wells, Rotterdam:  UEA, 1962, 11 pagine.
- Il problema linguistico a seguito del movimento dei paesi non allineati e la possibilità di risoluzione (Le problème linguistique au sein du mouvement des pays non alignés et la possibilité de la resoudre) Rotterdam:  UEA, 1981, 16 pagine (= Esperanto-dokumentoj 10).
- Il problema linguistico del Movimento dei Paesi Non-Allineati - e la sua possibile soluzione (La lingva problemo de la Movado de Nealiancitaj Landoj - kaj già ebla solvo) Rotterdam:  UEA, 1981, 12 pagine (= Esperanto-dokumentoj 13).

### Manuali di esperanto
- La trovita feliĉo, novelle per bambini, Buenos Aires: Progreso, 1945.
- in collaborazione con Antonije Sekelj: Kurso de Esperanto, laŭ aŭdvida struktura metodo, 1960, 48 pagine.
- in collaborazione con Antonije Sekelj: Dopisni tečaj Esperanta, Belgrado: Serba Esperanto-Ligo, 1960, 63 pagine.

### Opere etnografiche
Durante i suoi viaggi in America del Sud, in Africa, in Asia e in Oceania, Tibor accumula una grande collezione etnografica che dona al Museo etnografico di Zagabria
I suoi principali libri etnografici sono:
- Elpafu la sagon, el la buŝa poezio de la mondo (Tirez la flèche, de la poésie orale du monde), Rotterdam: UEA, 1983, 187 paĝoj, ISBN 92-9017-025-5 (= Serio Oriento-Okcidento 18), dove presenta delle traduzioni di appunti pressi durante i suoi viaggi.

### Dizionario
Tibor Sekelj ha collaborato al dizionario in 20 lingue del museo Dictionarium Museologicum fino al 1986.